# Pila occidentalis
Pila occidentalis es una especie de molusco gasterópodo de la familia Ampullaridae en el orden de los Mesogastropoda.

## Distribución geográfica
Se encuentra en Angola Namibia y Zambia.